# Beni
Beni, også kaldet El Beni er med et areal på 213.564 km² det næststørste departement i Bolivia. Departementet er beliggende i lavlandet i det nordøstlige hjørne af Bolivia og blev etableret ved dekret den 18. november 1842 af General José Balliviáns regering. Ved folketællingen i 2012 havde departementet en befolkning på 213.564 indbyggere. Hovedstaden er Trinidad. På trods af, at departementet er rigt på naturressourcer, er departementet tyndt befolket og levestandarden lavere end i det øvrige Bolivia. Befolkningen udgøres hovedsagelig af efterkommere af kolonister fra Spanien og andelen af oprindelige indbyggere er relativt lav sammenlignet med Bolivias øvrige departementer.

## Historie
Beni var et vigtigt center i den præcolumbianske civilisation, der var kendt som Las Lomas (“bakkerne”), en kultur, der opførte mere end 20.000 menneskeskabte kunstige høje, der alle var forbundet med akvædukter, kanaler, diger, grøfter, kunstige søer og laguner, ligesom der blev opført terrasser. Mellem 4000 f.Kr. (og muligvis tidligere) og 1300-tallet var området hjemsted for organiserede samfund. Der blev i området dyrket afgrøder, der senere har spredt sig til hele verden, så som tobak, jordnødder, bomuld, kassava, vanilje m.v.
De første europæere, der kom til området, var spaniere. Spanierne var særdeles interesserede i området, da de formodede, at den sagnomspundne by El Dorado (også kaldet ‘’Paititi’’) med sine rige forekomster af guld muligvis kunne ligge i området. De første spaniere tabte dog hurtigt interessen for området, og næste bølge af spaniere ankom i slutningen af 1700-tallet i form af jesuitter, hvis mål var at missionere og omvende den oprindelige befolkning til kristendommen. Den religiøse baggrund kan ses i mange af Benis byer, hvor der i de fleste er placeret en kirke på byens centrale plads, ligesom byernes navne vidner om en religiøs tilknytning.
I slutningen af 1880-tallet og de første år af 1900-tallet var Beni centrum for Bolivias produktion af rågummi. Forekomsten af gummitræer i området medførte en stor tilflytning til regionen, der fik arbejde i gummiplantagerne. Området havde sin storhedstid i denne periode, og ved slutningen af 1800-tallet var Bolivias bedst udstyrede hospital placeret i regionen. Gummieventyret sluttede dog omkring udbruddet af 2. verdenskrig, og mange af gummiplantagerne anvendes nu i stedet til kvægdrift.

## Regering og administration
I henhold til Bolivias nuværende forfatning er den højeste myndighed i departementet guvernøren. Tidligere var departementet ledet af en præfekt, der indtil 2006 blev udpeget af Bolivias præsident. I 2006 blev præfekten første gang valgt af befolkningen for en periode på fem år, og i 2010 var landets nye forfatning trådt i kraft, hvorved departementet ledes af en guvernør valgt ved direkte valg for en periode på fem år. Departementets guvernørpost har siden 2010 været omtumlet på grund af en korruptiopnsskandale, hvilket førte til guvernør Sattoris fratræden før tid. Nuværende guvernør er Alex Ferrier Abidar.
Beni har endvidere en Departemental Forsamling (Asamblea Departamental), der afløste det tidligere Departementale Råd (Consejo Departamental). Forsamlingen har begrænset lovgivende myndighed inden for udvalgte områder.
I den Departementale forsamling er det største parti det regionale parti "Primero el Beni" ("Beni først") med 11 mandater. MAS har 10 mandater og det revolutionære MNR har tre mandater. De oprindelige folk og bønderne er i henhold til forfatningen sikret to pladser hver i forsamlingen. I kraft af støtte fra repræsentanterne for de oprindelige folk og bønderne kontrollerer MAS forsamlingen.

### Repræsentation i Nationalforsamlingen
Bolivias nationalforsamling (Asamblea Legislativa Plurinacional) består af to kamre: Deputerkamret Cámara de Diputados med 130 medlemmer og Senatet (Cámara de Senadores) med 36 medlemmer. Beni udpeger ni medlemmer til deputerkammeret og fire medlemmer til Senatet.

## Geografi
Beni grænser op til Brasilien mod nordøst og til departementerne Santa Cruz mod sydøst, La Paz mod vest og Pando mod nordvest og Cochabamba mod syd. Beni er for størstedelen dækket af regnskov, der strækker sig fra Andesbjergene i vest til grænsen mod Brasilien i øst (særlig i de nordlige og østlige dele af departementet) og græssletter (primært omkring provinsen Moxos i syd op imod Andesbjergenes fod).
Det meste af Beni ligger i en højde på ca. 150-160 meter over havets overflade. Det meste af departementet er fladt, men langs grænsen til La Paz rejser to bjergkamme sig, Eva Eva og Pelado.
Beni er gennemskåret af adskillige floder, der alle leder vand til Amazonbassinet. De største af floderne er Iténez (også kendt som Guaporé), Mamoré, Madre de Dios, Madera, Yata, Ivón, Machupo, Itonama, Baures, San Martín, San Miguel, San Simón, Negro, Sécure, Yacuma, Maniquí, Ibare og Apere, der alle er sejlbare.

### Klima
Beni ligger i lavlandet og har et tropisk og fugtigt klima med årlig nedbør mellem 1000 og 4000 mm. Departementet indeholder store vådområder. Om vinteren (juni og juli) kan temperaturerne falde drastisk når der blæser sydlige kolde vinde fra Patagonien i Argentina.

## Økonomi
Departementets økonomi er i vidt omfang baseret på landbrug, skovbrugog kvæghold. Departementet er efter Santa Cruz det næststørste center for landbrugsproduktion i Bolivia. Der dyrkes afgrøder som majs, yucca, solsikker, ris, kakao, kaffe og en lang række tropiske frugter. Udover afgrøder har Beni en stor produktion af kvæg. Officielle tal angiver, at der i regionen er omkring 2-2,5 millioner stykker kvæg.
De seneste år er økoturisme blevet en stadig større indtægtskilde for området.

## Demografi
Med en befolkning på 421.196 ved folketællingen i 2012 er Beni det tyndest befolkede af Bolivias departementer næst efter Pando.
Selvom Beni har mange naturressourcer er der udbredt fattigdom i området. På trods af den udbredte fattigdom har indbyggerne dog en mindre sygdomsfrekvens end indbyggerne i Andesregionerne og fejlernæring er mindre forekommende i regionen end i øvrige dele af Bolivia.
Indbyggerne (kaldet Benianos) er primært efterkommere af personer, Cruceños, der flyttede nordpå fra Santa Cruz langs området floder. Kulturen er lavlandskulturen “Camba”, der også er forekommende i Santa Cruz og Pando, og adskiller sig således fra kulturen i Andesområdet.
Benianos anser sig selv for at være etnisk forskellige fra Andeskulturen og anser sig som mere “spanske” end befolkningen Andesregionerne, der i vidt omfang udgøres af aymara- og quechua-talende indbyggere med indiansk baggrund. Der er i dele af befolkningen en stærk modstan mod centralregeringen i La Paz, der efter mange Benianos’ opfattelse ikke har gjort tilstrækkeligt for at udbygge vejnettet og integrere Beni i Bolivias økonomi. Beni har således støttet bevægelsen i Santa Cruz om løsrivelse eller autonomi fra centralregeringen i Bolivia.

## Provinser i Beni
Beni er inddelt i 8 provinser (provincias), der er yderligere inddelt i kommuner og 48 kantoner.
| Provins        | Indbyggere (2012 folketælling) | Areal (km²) | Administrativt centrum | Kort |
| -------------- | ------------------------------ | ----------- | ---------------------- | ---- |
| Cercado        | 111.624                        | 12.276      | San Javier             |      |
| Vaca Díez      | 130.778                        | 22.434      | Riberalta              |      |
| José Ballivián | 82.700                         | 40.444      | Santos Reyes           |      |
| Yacuma         | 23.430                         | 34.686      | Santa Ana del Yacuma   |      |
| Moxos          | 22.163                         | 33.316      | San Ignacio de Moxos   |      |
| Marbán         | 16.331                         | 15.126      | Loreto                 |      |
| Mamoré         | 12.817                         | 18.706      | San Joaquín            |      |
| Iténez         | 21.353                         | 36.576      | Magdalena              |      |

## Sprog
Det dominerende sprog i departementet er spansk. Som i andre dele af Bolivia tales blandt de forskellige befolkningsgrupper flere forskellige sprog. Antallet af personer fordelt på sprog er følgende:
| Sprog                                 | Departement | Bolivia   |
| ------------------------------------- | ----------- | --------- |
| Quechua                               | 8.643       | 2.281.198 |
| Aymara                                | 7.910       | 1.525.321 |
| Guaraní                               | 396         | 62.575    |
| Andre oprindelige sprog (bl.a. Moxos) | 16.695      | 49.432    |
| Spansk                                | 331.547     | 6.821.626 |
| Udenlandske                           | 6.512       | 250.754   |
| Kun oprindelige                       | 7.854       | 960.491   |
| Oprindelige og spansk                 | 24.171      | 2.739.407 |
| Spansk og udenlandsk                  | 307.680     | 4.115.751 |

## Flora og fauna
I regionens mange floder er der fundet mere end 400 forskellige arter af fisk. Trinidad har et helt museum Museo Ictícola med udstillinger af de forskellige fiske-fauna i området. De mest forekommende fisk, der fanges og spises i området er pacu, tambaquí, surubí, palometa (en slags piranha), sábalo, bagre (en malle) og blanquillo. Der jages også alligatorer for deres skind og kød. Alligatorkød anses som en delikatesse og indgår i som en naturlig bestanddel af køkkenet i regionen.
Beni eksporterer endvidere store mængder af tømmer. De seneste mange års begrænsning i mulighederne for skovning af tropisk træ har dog reduceret eksporten.
Beni er hjemsted for flere af Bolivias nationalparker, herunder: .
- Beni Estación Biológica
- Isiboro-Secure nationalpark
- Pilón Lajas

## Eksterne links
- Wikimedia Commons har flere filer relateret til Beni
- Bolivian Music and Web Varieties Arkiveret 21. august 2006 hos  Wayback Machine
- Departmental Government of Beni (Webside ikke længere tilgængelig)
- Beni Department
- Information om Beni departementet

14°S 65°V / 14°S 65°V
|  | Infoboks uden skabelon Denne artikel har en infoboks dannet af en tabel eller tilsvarende. |